# Aralidium
Aralidium es un género monotípico de plantas perteneciente a la familia Torricelliaceae. Su única especie, Aralidium pinnatifidum, es nativa del sureste asiático, Malasia e Indonesia.

## Descripción
Es un pequeño árbol o arbusto que puede alcanzar 15-17 metros de altura. Tiene hojas perennes o caducifolias, alternas, herbáceas o coriáceas y pecioladas. Las inflorescencias se encuentran agrupadas en panículas. El fruto es una drupa carnosa e idehiscente con una sola semilla.

## Taxonomía
La clasificación taxonómica de este género es difícil, ya que posee caracteres en común tanto con la familia Araliaceae como con Cornaceae. En el Sistema de Cronquist se ubicó en Cornaceae, pero el Sistema de clasificación APG II le otorgó su propia familia, Aralidiaceae, a condición de que, puesto que algunas familias son monogénicas, se pudieran fusionar cuando se estableciera su parentesco con grupos hermanos. Este parentesco se estableció entre Aralidium, Melanophylla y Torricellia en 2004, por lo que se transfirieron los dos primeros géneros a Torricelliaceae.
Aralidium pinnatifidum fue descrita por (Jungh. & de Vriese) Miq. y publicado en Flora van Nederlandsch Indië 1(1): 763, t. 13, en el año 1855.
Sinonimia
- Aralia pinnatifida Jungh. & de Vriese
- Aralidium dentatum Miq.
- Aralidium integrifolium Heine[6]